# Riccardo Stracciari
Riccardo Stracciari (1875, Bolonia - 1955, Roma) fue el barítono italiano por excelencia de la primera mitad del siglo XX, el más famoso Fígaro de El barbero de Sevilla de Rossini —que cantó más de mil representaciones— y Rigoletto de Verdi.

## Biografía
Debutó en 1899 en el Teatro Comunale (Bolonia) y en La Boheme de Puccini en Rovigo. Debutó en La Scala en 1904.
Su carrera internacional floreció en el Covent Garden en 1905, en el Metropolitan Opera en 1906, como Germont en La traviata donde cantó Ashton, Rigoletto, Amonasro, Valentin, Marcello,  y Di Luna; en la Ópera Lírica de Chicago,  la Ópera de San Francisco, Opera de Paris, Teatro Real de Madrid y el Teatro Colón de Buenos Aires entre 1913 y 1928 con Claudia Muzio, Beniamino Gigli y Tito Schipa.
Se retiró en 1944 para convertirse en maestro, entre sus discípulos Boris Christoff, Raffaele Arié y Paolo Silveri.